# ブリタニカ百科事典第11版

ブリタニカ百科事典第11版タイトルページ

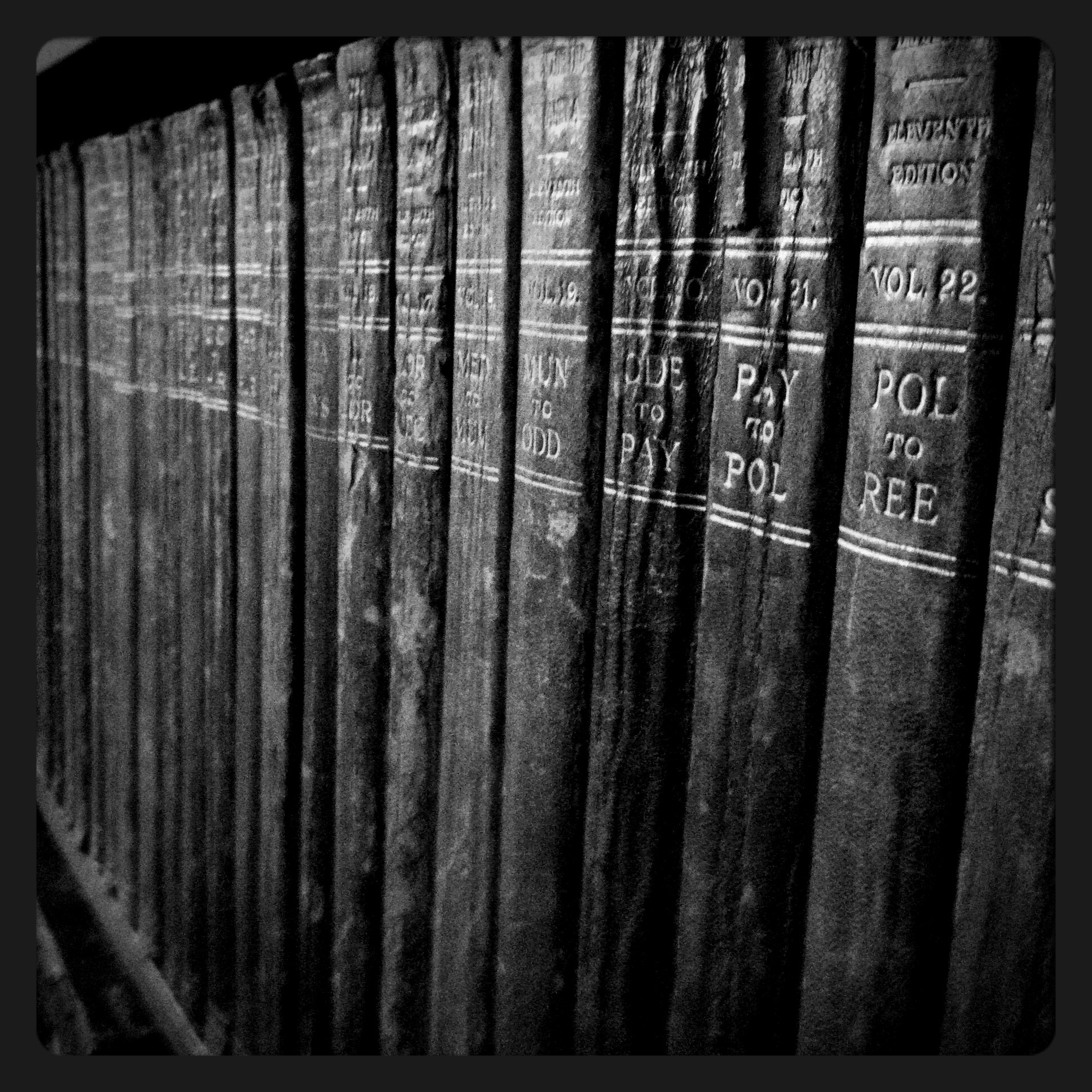
ブリタニカ百科事典第11版

ブリタニカ百科事典第11版（ブリタニカひゃっかじてん だい11はん、1911年版ブリタニカ百科事典、英語: 1911 Encyclopædia Britannica）は、1910年から1911年にかけて発行されたブリタニカ百科事典の11番目の版で、全29巻からなる20世紀初頭の知識の集大成である。製作には当時の著名な研究者や、後に有名になる執筆者が多数参加している。また、この版は現在、米国で著作権の保護期間を経過しパブリックドメインになっている。

## 概要

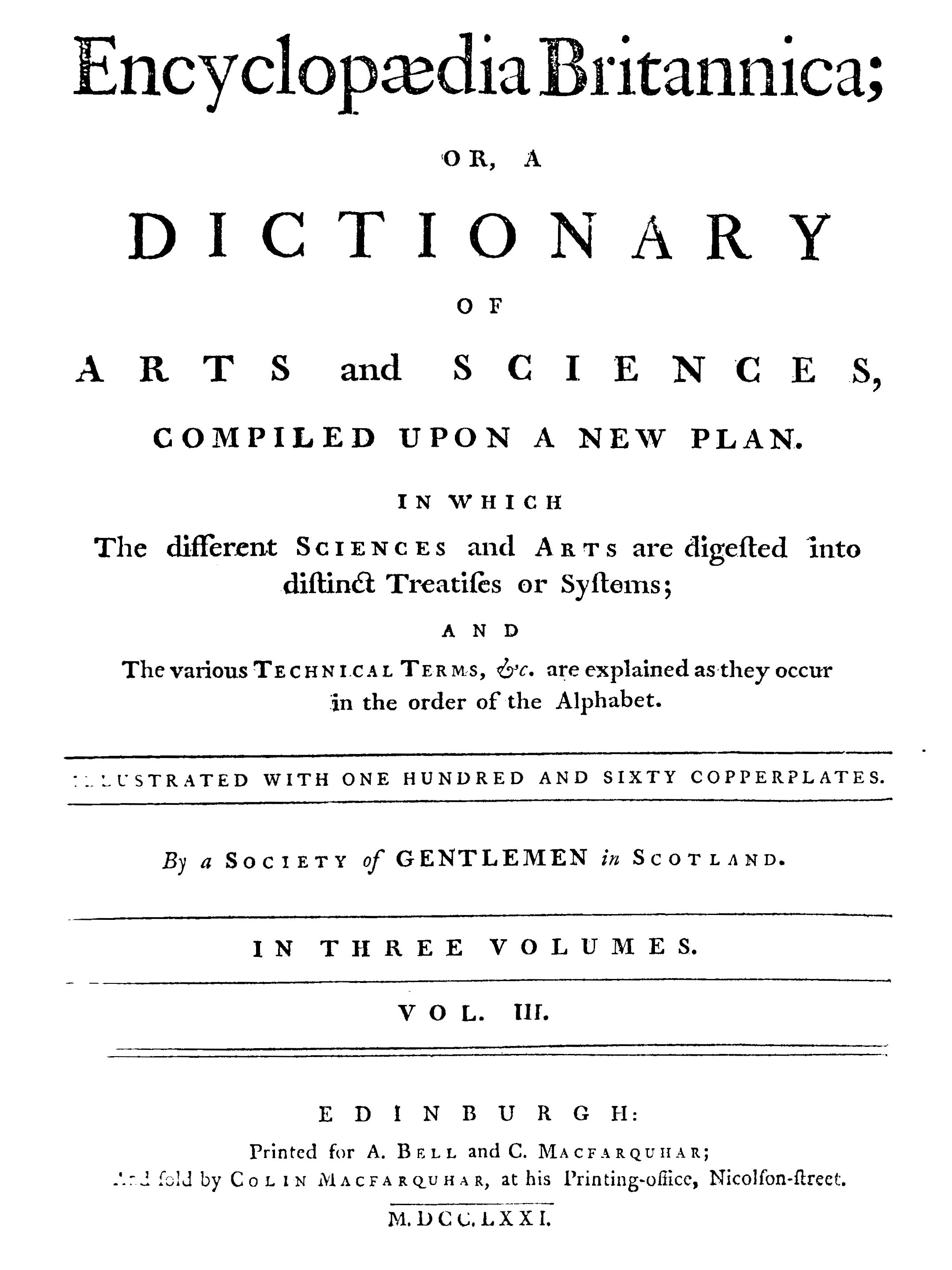
ブリタニカ百科事典初版（第3巻）タイトルページ (M.DCC.LXXI : 1771)

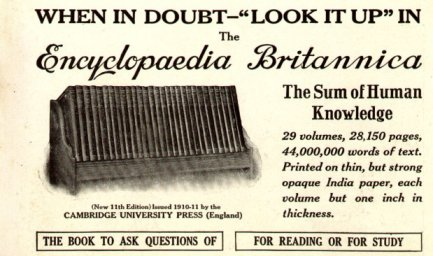
1913年の宣伝チラシ

1768年12月6日から1771年にかけて最初の3巻（2,391頁）がエディンバラで発行されたブリタニカ百科事典は、数々の改訂を経て第11版において大幅に再編成され書き直された（全29巻：本文28巻＋索引1巻）。この版は後の版の基として長く使われ、1974年に最新の情報に基づいて大幅に刷新された第15版が発行されるまでの間続いた。
ケネス・クラーク卿（Sir Kenneth Clark）は『芸術の森のなかで Another Part of the Wood』（1974年）の中で第11版についてこう述べている。「読者は一つの記事から他の記事へと飛び跳ねる。単なる事実や日付だけでなく、各執筆者の精神の働きと個性に魅了される。これは、情報を強く印象づけるにはわずかな偏見が必要だというディドロの伝統に沿って作られた最後の百科事典に違いない。『窓辺に座ってブリタニカ百科事典を読み、縮み上がった魂』とT・S・エリオットが書いたとき、彼は確かに第11版のことを考えていたのである」（クラークが参照しているエリオット詩は1929年の「アニームラ Animula」）。
1911年版はすでに著作権の保護期間が切れ、ウィキペディアや『プロジェクト・グーテンベルク百科事典』など現代のプロジェクトにも利用されている。

## 執筆者
いくつかの記事は当時の著名な研究者たちによって書かれている。例えば、エドマンド・ゴス (Edmund Gosse)、J・B・ベリー、アルジャーノン・チャールズ・スウィンバーン、ジョン・ミューア、ピョートル・クロポトキン、トマス・ヘンリー・ハクスリー、ウィリアム・マイケル・ロセッティ (William Michael Rossetti)、アルベルト・アインシュタイン、ヘンリー・フォードらが挙げられ、その他にも現代では無名になってしまった多くの研究者が参加している。執筆者の多くは第9版から引き継いでおり、わずかな変更にとどまるもの、大きな記事を読みやすく分割したもの、大きく要約したものも多い。多くの記事は現代の読者や研究者にとってもなお価値が高く興味深いものである。しかしながら、著名な執筆者は、1つの記事か、記事の中の一部分を書いただけである。大部分はジャーナリスト、大英博物館スタッフ、大学スタッフらによって執筆されている。これらの当時無名だった執筆者の中からは、物理学者のアーネスト・ラザフォードや哲学者のバートランド・ラッセルなど、後に有名になった人もいる。

## 関連資料
- Alexander Coleman, Charles Simmons: All There is to Know: Readings from the Illustrious Eleventh Edition of the “Encyclopædia Britannica” 1994. ISBN 0-671-76747-X
- Gillian Thomas: A Position to Command Respect: Women and the Eleventh Britannica New Jersey: The Scarecrow Press, 1992. ISBN 0810825678.